# Mucientes (kommunhuvudort)
Mucientes är en kommunhuvudort i Spanien.   Den ligger i provinsen Provincia de Valladolid och regionen Kastilien och Leon, i den centrala delen av landet, 170 km nordväst om huvudstaden Madrid. Mucientes ligger 755 meter över havet och antalet invånare är 639.
Terrängen runt Mucientes är lite kuperad. Runt Mucientes är det mycket tätbefolkat, med 1 517 invånare per kvadratkilometer. Närmaste större samhälle är Valladolid, 10,2 km söder om Mucientes. Trakten runt Mucientes består till största delen av jordbruksmark.